# Parafia Nawiedzenia Najświętszej Maryi Panny w Zwardoniu
Parafia Nawiedzenia Najświętszej Maryi Panny w Zwardoniu – parafia rzymskokatolicka znajdująca się w Zwardoniu. Należy do dekanatu Milówka diecezji bielsko-żywieckiej.
Kaplica powstała w 1890 roku staraniem kolejarzy, a w 1986 roku poświęcono dobudowaną do niej część.
Proboszczem od 2007 roku jest ks. Jan Kurdas.

## Grupy parafialne
Grupy i zespoły działające na terenie parafii:
- Ministranci,
- Kółko Misyjne przy Zespole Szkół w Zwardoniu,
- Zespół „ELMON”,
- Zespół i Kapela Spod Rachowca,
- Zespół wokalno muzyczny działający przy parafii.